# Этре (Приморская Шаранта)
Этре́ (фр. Aytré) — коммуна во Франции, находится в регионе Пуату — Шаранта. Департамент коммуны — Приморская Шаранта. Входит в состав кантона Этре. Округ коммуны — Ла-Рошель.
Код INSEE коммуны — 17028.

## Население
Население коммуны на 2010 год составляло 8914 человек.
| 1962 | 1968 | 1975 | 1982 | 1990 | 1999 | 2010 |
| ---- | ---- | ---- | ---- | ---- | ---- | ---- |
| 5302 | 6197 | 6812 | 7278 | 7786 | 7751 | 8914 |

## Экономика
В 2010 году среди 5870 человек трудоспособного возраста (15—64 лет) 4257 были экономически активными, 1613 — неактивными (показатель активности — 72,5 %, в 1999 году было 69,3 %). Из 4257 активных жителей работали 3640 человек (1826 мужчин и 1814 женщин), безработных было 617 (308 мужчин и 309 женщин). Среди 1613 неактивных 595 человек были учениками или студентами, 621 — пенсионерами, 397 были неактивными по другим причинам.